# Oleksandr Dmytrovych Lutsenko
Oleksandr Dmytrovych Lutsenko (tiếng Ukraina: Олександр Дмитрович Луценко, sinh ngày 27 tháng 7 năm 1980) là một quân nhân Ukraine, Thiếu tướng của Lực lượng vũ trang Ukraina (tướng một sao), người tham gia Chiến tranh Nga-Ukraina, Anh hùng Ukraina (2022).
O.D. Lutsenko sinh ngày 27 tháng 7 năm 1980.
Từ năm 2014, ông là thành viên của đơn vị chống khủng bố thuộc Bộ Tư lệnh Tác chiến tổng hợp của Lực lượng vũ trang Ukraina tại Donbas, tham gia trấn áp các lực lượng thân Nga ly khai ở Luhansk và Donetsk.
Năm 2019, ông được bổ nhiệm làm Lữ đoàn trưởng Lữ đoàn đổ bộ đường không 79.
Kể từ khi chiến tranh Nga - Ukraina bùng nổ, ông đã khéo léo thực hiện nhiệm vụ tiến đến các vị trí được chỉ định và kiềm chế lực lượng áp đảo của địch tại các khu định cư Stanytsia Luhanska và Shchastya. Sau khi nhận được lệnh rút lui, các đơn vị của lữ đoàn đã giữ vững vị trí thêm hai ngày, làm chệch hướng đòn tấn công chủ lực của địch, từ đó tạo điều kiện cho các đơn vị khác tập hợp lại. Vài chục đơn vị xe bọc thép và nhân lực của địch đã bị tiêu diệt.
Tính đến đầu tháng 10 năm 2024, ông là Tư lệnh Quân đoàn Dự bị Chiến lược 9 thuộc Lực lượng Mặt đất của Lực lượng Vũ trang Ukraina.
Ngày 5 tháng 10 năm 2024, theo Sắc lệnh của Tổng thống Ukraina, ông được phong quân hàm "Thiếu tướng"”.
Trong một thời gian ngắn, cho đến tháng 12 năm 2024, ông giữ chức vụ chỉ huy nhóm tác chiến Donetsk.
Vào ngày 12 tháng 12 năm 2024, sau bước tiến nhanh chóng của quân Nga về hướng Pokrovsk, Thiếu tướng O.D. Lutsenko đã bị cách chức khỏi chức vụ chỉ huy của nhóm tác chiến Donetsk.

## Khen thưởng
- Danh hiệu Anh hùng Ukraina với việc trao tặng Huân chương "Sao vàng" (19 tháng 3 năm 2022) - cho lòng dũng cảm cá nhân và chủ nghĩa anh hùng, được thể hiện trong việc bảo vệ chủ quyền nhà nước và toàn vẹn lãnh thổ của Ukraine, lòng trung thành với lời thề quân sự[5];
- Huân chương Quân công (ngày 18 tháng 2 năm 2024) - cho lòng dũng cảm cá nhân thể hiện trong việc bảo vệ chủ quyền quốc gia và toàn vẹn lãnh thổ của Ukraine, thực hiện nghĩa vụ quân sự một cách quên mình[6];